# Арктика (хоккейный клуб)
Арктика — российский хоккейный клуб из Мурманска. Выступает в Национальной Молодёжной Хоккейной Лиге.

## История создания команды
По инициативе губернатора Мурманской области А. В. Чибиса было принято решение о создании молодёжной хоккейной команды, которая будет участвовать в Первенстве Национальной молодёжной хоккейной лиги в сезоне 2021—2022 г. г. Официальное название хоккейного клуба — «АРКТИКА»

## Основной состав
Основной состав на 05.11.2023
Номер	Игровое амплуа	ФИО	Год рождения	Гражданство
78	нападающий	Андреев Матвей Игоревич	17.02.2003	Россия
3	защитник	Бобров Ярослав Алексеевич	21.04.2004	Россия
17	нападающий	Боровской Назар Евгеньевич	17.03.2004	Россия
81	защитник	Булахов Савва Игоревич	27.03.2003	Россия
99	защитник	Буренков Андрей Андреевич	23.01.2003	Россия
12	нападающий	Верстивский Артём Алексеевич	01.05.2005	Россия
39	нападающий	Гаина Никита Алексеевич	13.11.2005	Россия
72	вратарь	Зуберт Дмитрий Брониславович	24.05.2004	Россия
77	защитник	Капранов Вадим Антонович	24.06.2003	Россия
73	нападающий	Карнаухов Иван Павлович	03.02.2004	Россия
37	нападающий	Карпихин Иван Денисович	23.06.2005	Россия
67	защитник	Копылов Степан Сергеевич	14.04.2005	Россия
59	вратарь	Наумов Егор Александрович	10.04.2003	Россия
8	нападающий	Николаев Данила Сергеевич	22.01.2003	Россия
70	вратарь	Погосян Роберт Горович	31.03.2004	Россия
92	нападающий	Пшеничкин Артём Андреевич	19.06.2003	Россия
21	нападающий	Сибгатуллин Даниил Олегович	14.05.2004	Россия
44	защитник	Сидорин Всеволод Вячеславович	22.08.2003	Россия
66	нападающий	Соколов Макар Романович	13.01.2003	Россия
11	защитник	Триль Антон Романович	11.02.2004	Россия
18	нападающий	Трубачёв Матвей Александрович	14.02.2003	Россия
86	нападающий	Утешев Владимир Дмитриевич	09.07.2003	Россия
9	защитник	Хотулев Владислав Валерьевич	22.03.2004	Россия
28	нападающий	Шалимов Никита Сергеевич	03.11.2004	Россия

## Тренерский штаб
Главный тренер: Никешин Андрей Евгеньевич
Тренер: Нифантьев Андрей Евгеньевич
Тренер вратарей: Еремеев Владимир Валерьевич